# Lorenz Park
Lorenz Park est une census-designated place du comté de Columbia, dans l'État de New York, aux États-Unis,. En 2020, elle compte une population de 2 001 habitants.